# Monada (filozofia)
Monada (gr. μονάδα z μονάς, μονάδος „jednostka” od μόνος „jedyny”) – w pewnych systemach filozoficznych jest substancją prostą, podstawową jednostką. Monady – byty duchowe; nie mają charakteru czasowego (nie mogą powstawać w sposób naturalny drogą złożenia ani rozkładać się, ale mogą być w jednej chwili w całości unicestwione lub stworzone) ani przestrzennego.
„Tam zaś, gdzie nie ma części, nie jest możliwa ani rozciągłość, ani kształt, ani podzielność. Monady te są tedy właściwymi atomami natury i jednym słowem pierwiastkami rzeczy.” (G.W. Leibniz, Monadologia, teza nr 3.)
Jest ich niepoliczalnie wiele, a każda z nich jest autonomiczna (Monady są bezokienne – nie mają kontaktu między sobą). Każda monada jest indywidualnością i odzwierciedleniem Kosmosu. Każda monada posiada świadomość w jej najbardziej podstawowym sensie – jako perspektywę, jako dążenia i postrzeżenia. Leibniz opisuje to w następujący sposób:
„Podobnie jak miasto z różnych stron oglądane wydaje się coraz to inne i stanowi jakby zwielokrotniony perspektywicznie widok, tak dzięki nieskończonej mnogości substancji prostych tyle samo jest jakby rozmaitych wszechświatów, które są wszelako widokami tego samego wszechświata odpowiadającymi rozmaitym punktom widzenia każdej monady” (Cyt. za: A. Renaut, Era jednostki – przyczynek do historii podmiotowości, tłum. D. Leszczyński, Zakład Narodowy im. Ossolińskich, Wrocław 2001, s. 44)
Pojęcie monada zostało stworzone przez Pitagorejczyków, a rozpowszechnione zostało w nowożytności przez Gottfrieda Wilhelma Leibniza na potrzeby jego filozofii budowy świata. Monada może cały czas zmieniać się w obrębie siebie. Jednak obiektywnie zmiany te nie mają charakteru następstw czasowych, choć z perspektywy monady rozgrywają się w czasie. Zmiany stanów monad są z góry ustalone, właściwe dla poszczególnych monad. Stany monad można porównać do punktów funkcji matematycznej. Funkcja (monada) jest już gotowa. W tym sensie monada pozostaje niezmienna.
Monady są ustawione hierarchicznie (tzw. hierarchia monad), a kryterium rozwoju jest doskonałość odzwierciedlenia Kosmosu (czyli innych monad). Monady w różny sposób odzwierciedlają świat (stany innych monad): niektóre (mniej rozwinięte) mają bardziej zniekształconą perspektywę niż inne (bardziej rozwinięte).
„Jedno zaś stworzenie jest doskonalsze od drugiego, o ile znajduje się w nim to, co służy do zdania sprawy a priori z tego, co się dzieje w drugim” (G.W. Leibniz, Monadologia..., teza nr 50.)
Monady są ze sobą skorelowane (jak funkcje w sensie matematycznym). Pojedyncza monada zawiera informację o stanach wszystkich innych monad. Można – używając metafory – porównać monady do luster, które odbijają się nawzajem. Są to jednak bardziej lub mniej krzywe zwierciadła.
„Ten zaś związek, czyli to przystosowanie wszystkich rzeczy do każdej i każdej do wszystkich sprawia, że każda substancja prosta ma stosunki, wyrażające wszystkie inne, i że jest przeto żywym i wiecznym zwierciadłem wszechświata.” (G.W. Leibniz, Monadologia..., teza nr 56.)
W terminologii Leibniza termin „dusza” oznacza monadę, która posiada nie tylko percepcje, ale też pamięć. Do tej kategorii należą nie tylko ludzie, ale też zwierzęta. Spośród dusz wyodrębnia „duchy”, które posiadają nie tylko percepcje i pamięć, ale również obraz Bóstwa. Są „zdolne poznać system wszechświata i coś z niego przez architektoniczne próbki naśladować, tak że każdy duch jest jakby małym bóstwem w swoim zakresie”. (G.W. Leibniz, Monadologia..., teza nr 83.)
Zgodnie z zasadą racji dostatecznej (principium rationis sufficientis) oraz z założeniem doskonałej hierarchii i koordynacji monad, Leibniz wnioskuje dowód na istnienie Boga. Istnienie Boga jest w tym sensie warunkiem koniecznym zaistnienia bytów o charakterze niekoniecznym, czyli świata w ogóle. Skoro monady są tak świetnie ze sobą skoordynowane, to nie może być to przypadkowe. Bóg też jest monadą, ale monadą szczególną – będącą przyczyną i ostatecznym celem istnienia wszystkich monad. Monada-Bóg znajduje się na szczycie hierarchii monad, ponieważ w sposób doskonały „odzwierciedla” stany innych monad. Można porównać ją do idealnie odbijającego rzeczywistość lustra. W ten sposób Bóg jako monada, która „zna prawdę” staje się gwarantem obiektywności.
O monadzie wspomina się też w kontekście arché Pitagorasa.